# Paris åttonde arrondissement

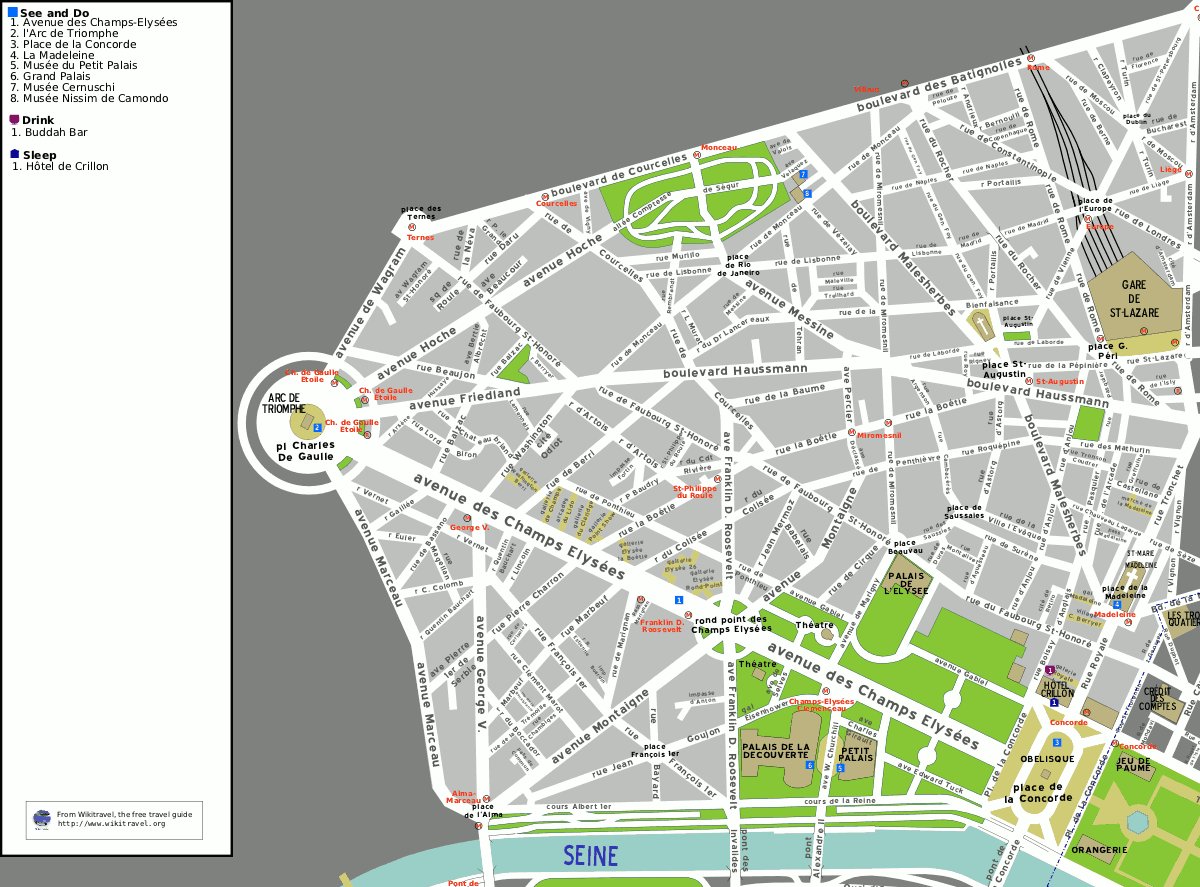
karta över 8:e arrondissementet

8:e arrondissementet är ett av de 20 arrondissementen i Frankrikes huvudstad Paris, beläget på högra strandbrinken av floden Seine. Tillsammans med det 2:a och 9:e arrondissementet är det Paris innerstads främsta finans- och affärsområde. Enligt folkräkningen 1999 tillhandahöll 8:e arrondissement flest jobb staden.
Ytan är 3,881 km² och 39 200 personer uppskattades bo i arrondissementet 2005, vilket ger en befolkningstäthet på 10 100 personer per km². 

## Sevärdheter
- Champs-Élysées
- Grand Palais
- HEC Alumni
- Petit Palais
- Triumfbågen
- La Madeleine
- Place de la Concorde